# Chrám Concordie

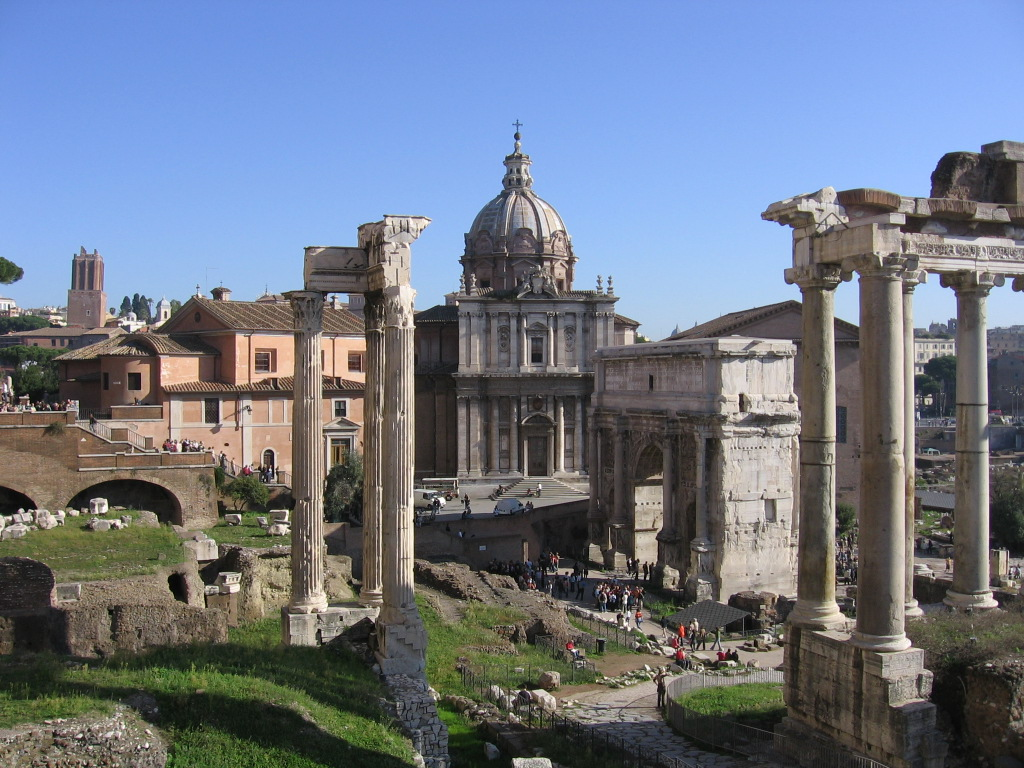
Ruiny chrámu Concordia se nacházejí hned za třemi sloupy Vespasianova chrámu

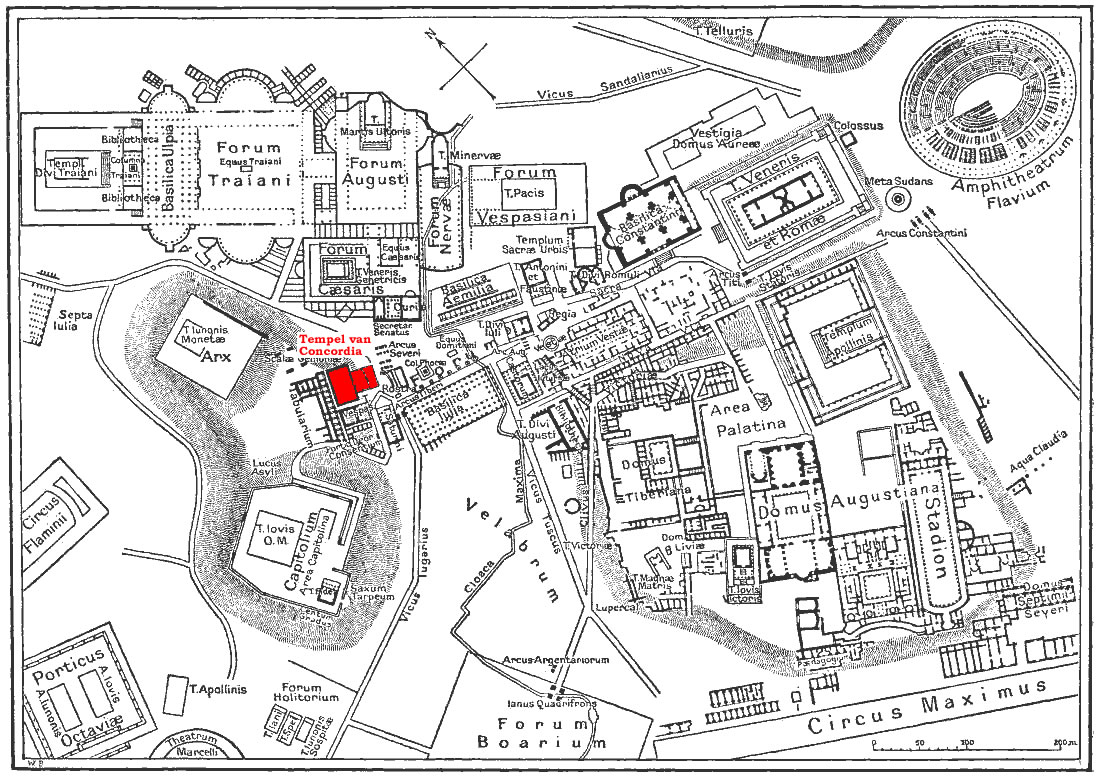
Poloha chrámu

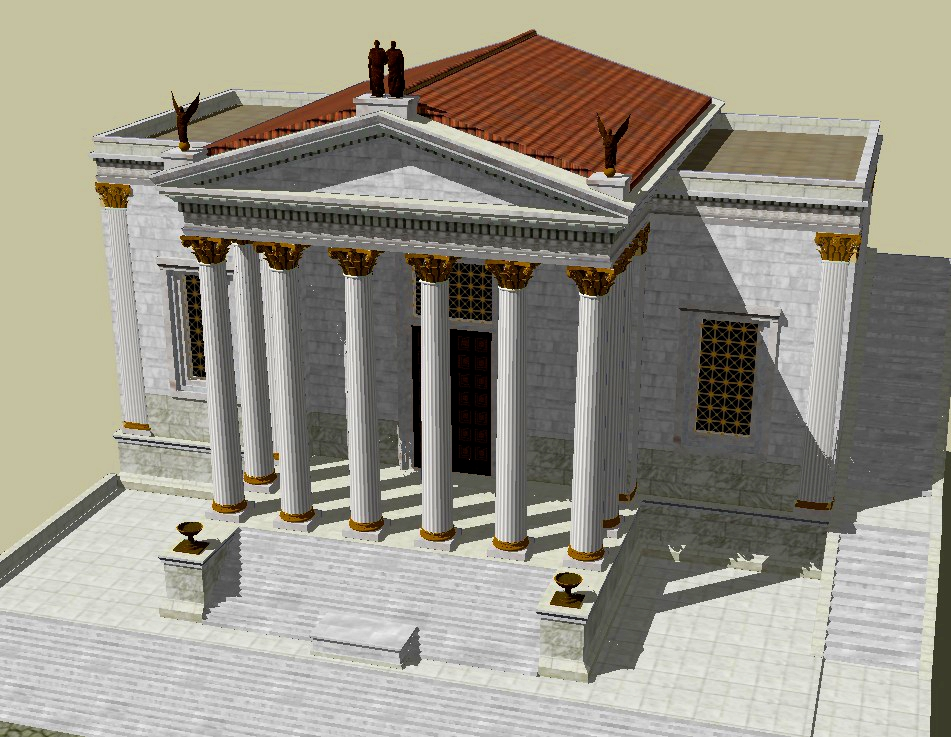
3D Rekonstrukce chrámu

Chrám Concordie (italsky Tempio della Concordia) byl antický chrám, který stával na samotném západním konci Fora Romana, těsně pod Kapitolem. Byl zasvěcen Concordii – římské bohyni harmonie a svornosti.

## Historie
Chrám patrně vznikl v roce 367 př. n. l. na popud římského politika a vojevůdce patricijského původu Marca Furiua Camilla. Měl připomínat důležitý římský zákon Lex Licinia Sextia, který potvrzoval rovnost mezi plebeji a patriciji. Přesné datum dokončení chrámu ale historické prameny neuvádějí.

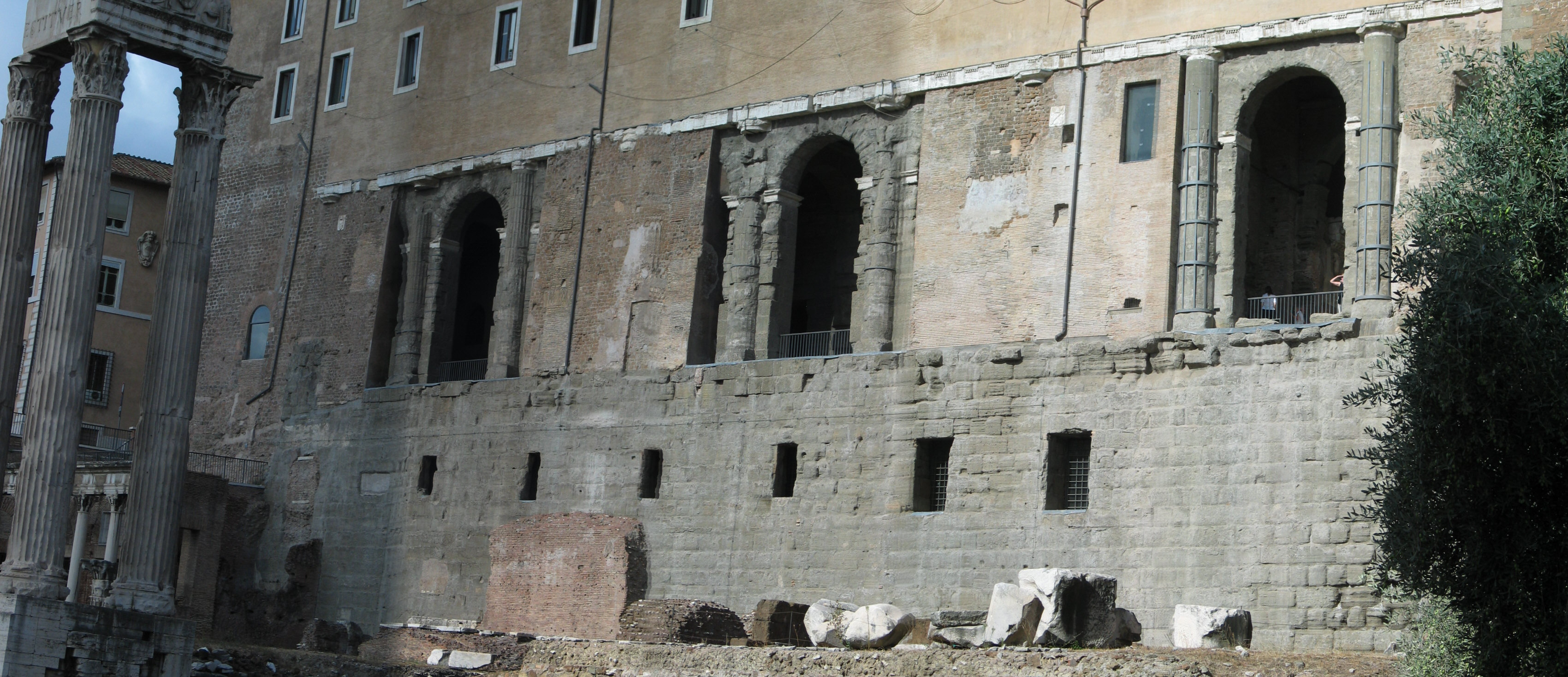
V místech kusů mramoru v pravé části obrázku stával chrám Concordie. Kamenná zeď se třemi průhledy patří Tabulariu

V roce 121 př. n. l. po vraždě Gaia Graccha prošla budova velkou rekonstrukcí, a poté sloužila k občasným zasedáním Senátu. Chrám byl i častým cílem mnohých politických zmatků. Údajně zde konzul a spisovatel Cicero pronesl svou čtvrtou řeč proti Catilinovi.
Druhou rekonstrukci si chrám vyžádal za vlády císaře Augusta, avšak pokyn k ní vydal jeho nástupce Tiberius. Po této kompletní přestavbě, která proběhla mezi lety 7 př. n. l. až 10 n. l., se stal chrám jednou z nejhezčích staveb na Foru Romanu. Budova zdobená mramorem a nádhernými architektonickými prvky byla v roce 12 znovu vysvěcena. Už během rekonstrukce shromažďoval Tiberius ty nejvzácnější a nejhezčí skvosty antického sochařského a malířského umění, aby je mohl vystavovat v prostorné chrámové síni. Tím vytvořil jednu z nejstarších uměleckých galerií ve starověkém světě. Podle římského spisovatele a filozofa Plinia se v Tiberiově sbírce nacházely sochy Apollóna a Juno, sousoší Latony držící své děti Apollóna a Dianu od sochaře Euphranora a mnoho dalších děl, která Plinius shrnul ve své knize Historia naturalis.
Chrám se později objevil v 1. polovině 3. století na mincích Orbiany, manželky císaře Alexandera Severa a částečně je zaznamenán i na plánu antického Říma Forma Urbis Romae. Poslední zmínka pochází z období vlády papeže Hadriána I. (konec 8. století), kdy budova byla ve velmi chátrajícím stavu.

## Architektura
Chrám stál hned vedle Tabularia a byl situován tak, aby vzhledově zapadal mezi ostatní stavby v západní části Fora. Co se týče poměrů stran, byla tato budova naprostým unikátem mezi římskými chrámy. Hlavní cella měřila 45 metrů do šířky a dlouhá byla pouhých 24 metrů, zatímco chrámová předsíň byla široká 34 metrů a do hloubky měřila jen 14 metrů. Interiér celly obklopovala řada bílých mramorových korintských sloupů. Ty byly postaveny na nízkém podstavci, který vyčníval ze zdi. Podstavce rozdělily zeď přesně na jedenáct částí, z nichž každá měla vlastní niku. V hlavní nice, jež se nacházela naproti vchodu, byla nejspíše vystavena socha bohyně Concordie.

## Současnost
Dnes z chrámu zbyly pouze ruiny částečně vybetonovaného podstavce, které pocházejí z první rekonstrukce z roku 121 př. n. l. Jedná se patrně o nejstarší betonovou část stavby v Římě. Ostatní zbytky chrámu jsou zabudované buď v sousedním Tabulariu nebo jsou překryté hlavní cestou, která vede na vrcholek Kapitolu.